# Ulla Mitzdorf
Ulla Mitzdorf (15 marzo 1944 – 19 luglio 2013) è stata una chimica, fisiologa, psichiatra e neurobiologa tedesca, nota per la sua attività di ricercatrice e per i suoi contributi diverse aree tra cui fisica, chimica, psicologia, fisiologia, medicina e studi di genere..

## Vita e lavoro scientifico
Mitzdorf ha conseguito il dottorato nel 1974 presso l'Università Tecnica di Monaco in chimica teorica. Successivamente ha lavorato come studiosa presso il Max-Planck Institute of Psychiatry di Monaco di Baviera. Nel 1983 ha conseguito l'abilitazione in fisiologia e nel 1984 in psicologia medica e neurobiologia presso l'Università Ludwig Maximilian di Monaco.
Dal 1988 al 2009 è stata Professore Fiebiger di Psicologia medica presso l'Università Ludwig Maximilan. Allo stesso tempo, dal 2000 al 2006 è stata funzionaria per gli affari femminili e portavoce della Conferenza di stato delle donne e funzionari per la parità di genere nelle università bavaresi.
Ulla Mitzdorf ha contribuito in modo significativo alla comprensione dei potenziali di campo locale (LFP) nel sistema nervoso centrale. Implementando la tecnica della densità della sorgente di corrente (CSD), ha fornito ulteriori prove per la teoria secondo cui le LFP corticali derivano dall'attività sinaptica nel cervello.
Mitzdorf è morto dopo una breve malattia il 19 luglio 2013, all'età di 69 anni.